# Adolf III av Holstein
Greve Adolf III av Holstein, född cirka 1160 (tidigast 1158), död 3 januari 1225, begravd i Loccum, greve av Holstein 1164-1203 (avsatt). Son till greve Adolf II av Holstein (stupad 1164) och Mechthild av Schwarzburg (död 1191/1193).

## Biografi
Adolf III efterträdde fadern 1164 under moderns förmyndarskap. Han var hertig Henrik Lejonets stöd, åtföljde denne på fälttåget mot ärkebiskopen av Köln, och erhöll därför rättigheter i mellersta Weser-området av Henrik. Detta område kom att utgöra territorialstaten Schauenburgs bas.
1180 avföll Adolf från hertig Henrik Lejonet, förjagades av denne ur Holstein, återvände 1181 under kejsar Fredrik Barbarossas framgångsrika rikskrig och slog tillbaka den hertiglige partigängaren greve Konrad av Rhoden. Henrik Lejonet gick i exil och kejsar Fredrik insatte en ny hertig, Bernhard III av Sachsen, vars hertigdöme begränsades till östra Sachsen.
Hertig Bernhard krävde länshöghet över grevskapen Holstein, Ratzeburg, Schwerin, Lüchow och Dannenberg, men greve Adolf eftersträvade större autonomi. När hertig Bernhard anlände till Ertheneburg 1182 för att där låta sig hyllas vägrade Adolf infinna sig. Brytningen med den nye hertigen blev total då grevarna av Holstein, Ratzeburg och Schwerin gick samman och lät förstöra Lauenburg samma år, 1182. På kejsarens befallning måste dock grevarna göra bot och återuppbygga borgen.
1188 grundade Adolf på västra stranden av Alster (i dagens Hamburg) jämte en grupp köpmän en marknads- och handelsbosättning, som genom ett kejserligt diplom utfärdat 7 maj 1189 fick betydande handels- och stadsrättsliga privilegier. Detta kejserliga diplom kan anses utgöra grunden till den senare Hansestaden Hamburg (Hamburger Neustadt).
Adolf förde ständiga krig mot slaverna och hertigarna av Schleswig, mot Danmark och ärkebiskoparna av Bremen, och vann därtill grevliga rättigheter i Ditmarsken. 1189-1191 var han på nytt undanträngd av den från sin exil återvändande Henrik Lejonet, detta vid en tidpunkt då Adolf själv var i Palestina såsom deltagare i tredje korståget. När Adolf våren 1191 återkom från korståget kunde han, med hjälp av hertig Bernhard och markgreve Otto II av Brandenburg, återigen ta sitt grevskap i besittning. Adolf förlänades nu Lübeck, och efter att ha erövrat Hamburg och Stade förmådde greven på sommaren 1192 få Lübeck att öppna sina portar för honom.
Adolf understödde danske prins Valdemar Knutsson, biskop av Schleswig och ärkebiskop av Bremen samt son till den 1157 mördade kung Knut V av Danmark, och lovades Ditmarsken av denne. Adolf bistod biskopen i upproret mot Danmark 1193, var 1196-1198 återigen i Palestina, och lyckades 1199 förhindra danske kung Knut VI:s erövringsförsök i Hamburg. Samma år, 1199, bistod Adolf markgreve Otto II av Brandenburg i dennes angrepp på Pommern men förlorade nu Ditmarsken och Rendsburg.
1201 vann Adolf Ratzeburg efter att furstehuset där dött ut, därtill också Lauenburg. Men bland lågadel och bönder var Adolf inte särskilt populär, vilket skall ha berott på hans praktlystna och pråliga person, och dessa vände sig till Danmark. 1201 tillfångatogs Adolf i slaget vid Stellau och fängslades på Søborg Slot. För att bli frigiven avträdde han 1203 Holstein och Wagrien till greve Albrecht av Weimar-Orlamünde.
Väl fri drog sig Adolf tillbaka till Schauenburg, fortsatte här konsekvent att bygga ut sitt territorialherrskap, vann bland annat Stadthagen och Rhoden, och bekämpade biskoparna av Paderborn och Minden gällande deras länsrättigheter i Schauenburg. Förutom dessa andliga motståndare hade Adolf även världsliga - Schwalenberg, Ravensburg och Lippe.
Adolf vistades tidvis vid kejsarens hov för att be om hjälp mot Danmark men fängslades på nytt 1223 och nödgades återigen abdikera.

## Äktenskap och barn
Adolf III gifte sig första gången 1182 med Adelheid av Assel (död 1185).
Adolf gifte om sig före 10 maj 1189 med Adelheid av Querfurt (död före 1224). Paret fick följande barn:
1. Konrad von Schauenburg (död 1237/1238)
2. Adolf IV av Holstein (omkring 1195-1261), greve av Holstein
3. Bruno av Olmütz (omkring 1204-1281), biskop av Olmütz